# Формати пакетів
Формат пакету чи просто пакет — це формат файлу, архіву, що містить комп'ютерні програми та додаткові метадані, необхідні для роботи менеджера пакетів.
Хоча сам формат архіву може залишатися незмінним, формати пакетів містять додаткові метадані, такі як файл маніфесту або певна структура каталогів. Пакети можуть містити як вихідний код, так і скомпільовані бінарні файли.
Для деяких форматів можливе перетворення з одного типу в інший, наприклад Alien.

## Ланцюг постачання ПЗ та безпека
Пакети є важливим компонентом управління безпекою та цілісністю ланцюга постачання програмного забезпечення. Пакети, що містять виконувані файли та конфігурацію, можуть мати цифровий підпис для встановлення цілісності виконуваного програмного забезпечення та захисту від його підроблення.
Приклади формати пакетів, що підтримують цифрові підписи:
- .deb (Debian)
- .msi (Microsoft Windows)
- .apk (Android)
- .ipa (IOS, IPadOS).

### Список форматів файлів
| Формат                 | Де використовується |
| ---------------------- | --- |
| AAB                    | Android |
| AIR                    | Adobe AIR |
| APK (Alpine)           | Alpine Linux |
| APK (Android)          | Android |
| AppImage               | Linux — незалежно від дистрибутива                                                                                           |
| APPX and APPXBundle    | Windows 8 and later, Windows Phone                                                                                           |
| Bottle                 | Homebrew |
| Deb                    | Debian та його нащадки такі як Kali Linux, Ubuntu, Xubuntu, Linux Mint                                                       |
| ebuild                 | Gentoo Linux |
| eopkg                  | Solus |
| .ipa                   | IOS, IPadOS |
| Portage                | Gentoo Linux, ChromeOS |
| FreeBSD#Порти_і_пакети | FreeBSD, OpenBSD |
| Flatpak                | Linux незалежно від диструбитива.                                                                                            |
| .app, .hap             | HarmonyOS, OpenHarmony, Oniro OS Та інші операційні системи на базі Unity (Операційна система)                               |
| PISI                   | Pardus |
| PKG                    | macOS, iOS, PlayStation 3, Solaris, SunOS, UNIX System V, Symbian, BeOS, Apple Newton                                        |
| .pkg.tar.zst           | Arch Linux |
| PUP and PET            | Puppy Linux |
| RPM                    | Red Hat Enterprise Linux, Fedora, та інші нащадки, як CentOS,, а також SUSE Linux Enterprise Server, openSUSE, Amazon Linux. |
| Snap                   | В першу чергу розроблений для Ubuntu, але позиціонується як незалежний від диструбутиву Linux                                |
| MSI                    | Windows Installer на Microsoft Windows                                                                                       |